# Albania (La Guajira)
Albania ist eine Gemeinde (municipio) im Departamento La Guajira in Kolumbien. Albania liegt nah an der Grenze nach Venezuela.

## Geographie
Albania liegt auf einer Höhe von ungefähr 60 Metern in der Nähe der venezolanischen Grenze im Süden des Departamentos La Guajira. Die Gemeinde liegt im Tal des Flusses Ranchería sowie auf dem Gebiet der Serranía del Perijá, einem nördlichen Ausläufer der Anden. Zudem hat Albania einen Anteil an der Sierra Nevada de Santa Marta. Die Gemeinde grenzt im Norden Maicao, im Osten an Maicao und Venezuela, im Westen an Riohacha, im Südwesten an Hatonuevo und im Süden an Fonseca.

## Bevölkerung
Die Gemeinde Albania hat 28.474 Einwohner, von denen 14.091 im städtischen Teil (cabecera municipal) der Gemeinde leben (Stand: 2019). Ein Großteil der Bevölkerung der Gemeinde gehören zum indigenen Volk der Wayúu.

## Geschichte
Albania wurde 1801 von indigenen Gruppen gegründet. Seit 1935 war es ein corregimiento von Maicao. 1937 bekam die Siedlung ihren heutigen Namen Albania. Vorher war sie unter dem Namen Calabacito bekannt gewesen. Erst 2001 wurde Albania zu einer eigenen Gemeinde.

## Wirtschaft

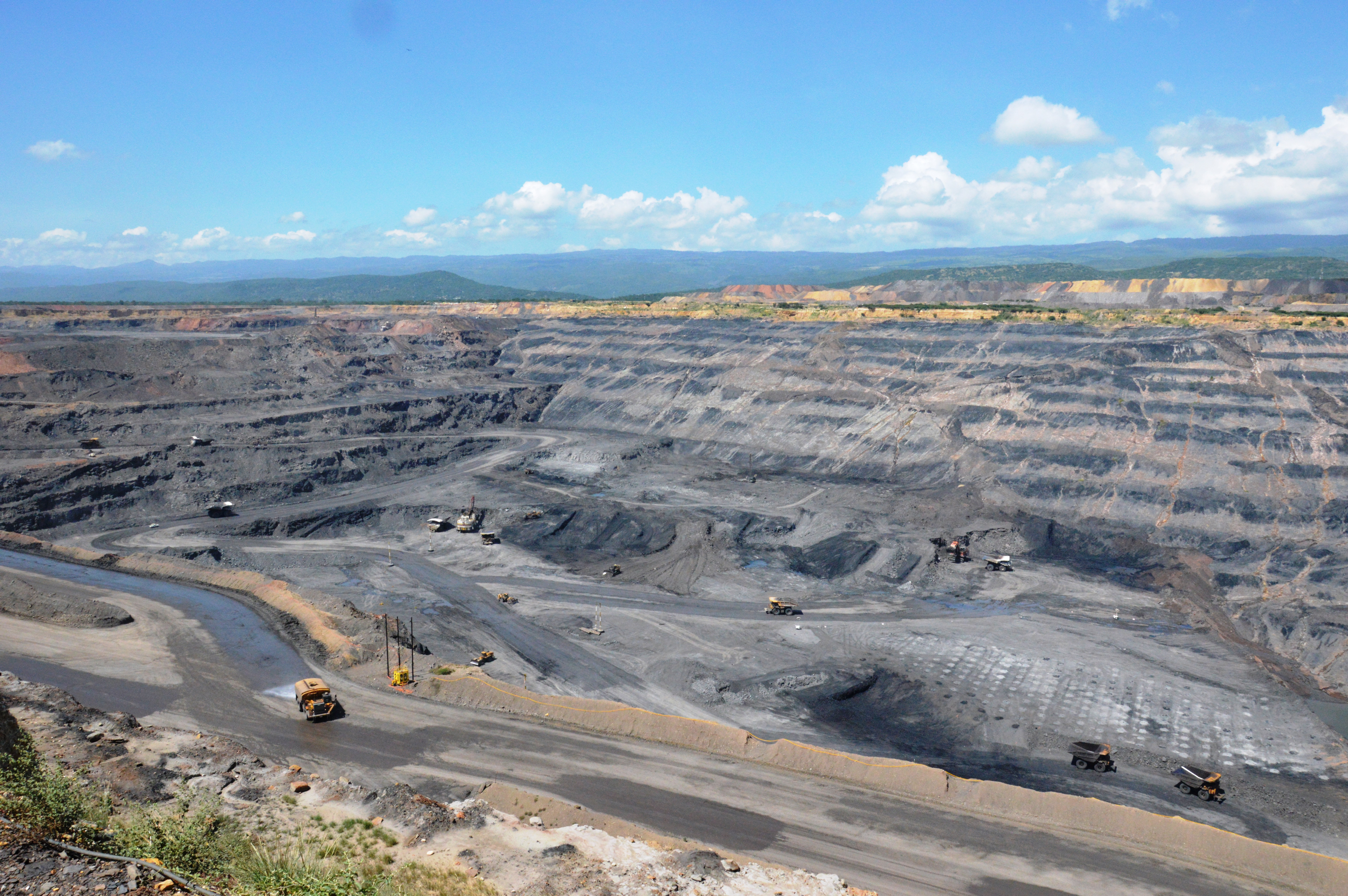
Die Mine "El Cerrejón"

Die Wirtschaft Albanias ist geprägt von den vielen natürlichen Ressourcen. Der wichtigste Wirtschaftszweig von Albania ist der Bergbau. Auf dem Gebiet der Gemeinde befindet sich ein Teil der Steinkohlemine El Cerrejón. In der Zukunft ist auch ein Abbau von Kalkstein und die Förderung von Erdöl geplant.